# 柱島
柱島（はしらじま）は、瀬戸内海西部の安芸灘の南西に位置する柱島群島の本島であり、北は倉橋島、江田島、南は屋代島とその属島、東は中島をはじめとする忽那諸島に囲まれており、これらの島々の中央部に位置している。山口県岩国市に属する。
島名の由来は、島内に多くの神様が祀られている島で神様は「柱」と数えるために柱島となったと伝えられている。現在も柱島に鎮座する賀茂神社には13の末社（須賀社・貴船社・稲荷社・住吉社・春日社・大歳社・若宮社・今宮社・新宮社・金比羅社・妙見社・天神社・猿神社）が境内に祀られており、元々はもっと多くの神様が島の中で祀られていたとみられる。
柱島及び小柱島と横島及び黒島との間の水道（海域）を柱島水道といい、エビガヒレや大五番之砠（おおごばんのばえ）などの暗岩が点在する船舶交通の難所である。
かつては島の近海が日本海軍連合艦隊の停泊地（柱島泊地）になっていた。柱島泊地には当時、陸奥・長門・扶桑・山城・日向・伊勢と多くの戦艦が停泊しており、軍と島民の交流もあったようで、連合艦隊総司令官であった山本五十六も柱島に上陸している。昭和18年（1943年）、戦艦陸奥の爆沈という事故が起こっており、この事故での犠牲者のため泊地近傍に慰霊碑がたてられており柱島島民も有志で慰霊している。

## 地理・地勢
- 位置：岩国港（新港）から南東へ26km
- 人口：145人（2015年国勢調査）
- 世帯数：96世帯（2015年国勢調査）
- 島内最高峰：金蔵山（きんぞうさん）標高290m（※金蔵山は別名・周防小富士とも呼ばれている）
- 島の地質：主に片麻状花崗閃緑岩で形成されており、南東部分は砂浜などの沖積層、花崗岩質の層が一部に見られる。また、島には銅鉱脈があり、大正のころに試掘が行われたそうだが、場所は不明。

## 産業
- 漁業、農業（野菜、みかん）が中心。

## 行政・教育
桂島は玖珂郡麻里布村の一部であったが、1928年（昭和3年）に町制が施行され、1940年（昭和15年）に麻里布町ほか4町村の合併により岩国市となった。
- 岩国市役所柱島出張所がある。
- 岩国市立柱島小学校・柱島中学校があるが、小学校は2008年（平成20年）、中学校は2011年（平成23年）から休学中。

## 交通
- 岩国港（新港）より、岩国柱島海運の高速船が平日は1日3往復、土日と8月13日～15日、12月30日～1月4日は1日4往復運航されている。
- 所要時間は、約38～59分（便によって、端島、黒島を経由するため所要時間が変わる）

## ギャラリー
- 柱島港のメインスリート
- 柱島港待合所
- 柱島郵便局
- 岩国柱島海運「すいせい」

## 人物
- 東沢瀉（1832〜91）
- 赤禰武人（1838〜66）

## 歴史
- 〜応徳元年（1084年）

柱島は、平安時代から室町時代にかけて活躍した海上勢力、忽那七島水軍の勢力下であった。忽那七島水軍は、九州四国と京都を結ぶ交通の要衝である瀬戸内海、西の関門である伊予の忽那諸島と周防国の柱島群島のいわゆる防予諸島を手中に納めて、忽那島・野島・怒和・津和地・二神の六島と柱島に精兵を配備して制海権を誇った海の王者であったが、この海の王者は柱島に第一歩を印した。
藤原穂智が柱島へ入島。この人物は文献に見られないため、いつ、どのような事情で入島して来たかは不明だが、恐らく同族藤原氏政権に容られなくて京より地方に下ってきた一人であったと考えられている。同伴者は実弟一人を含む一行七人であったという。延久2年（1070年）3月26日　没。墓は穂智が金蔵山の中腹に築城した柱島城本丸跡に建てられている。
応徳元年　甲子夏4月、藤原親賢が忽那島に入島。親賢は藤原道長のところにあって罪を得て忽那島に流罪されたと伝えられているが、確実な史料はない。どのような人物であったのか史料が残っていないため確証はないが、穂智の子ではないかという説がある。忽那七島水軍で有名な忽那氏は藤原親賢を祖としている。
藤原親賢は入島すると、忽那島と柱島群島の領主になり、統治下の諸島の開墾事業に着手した。一方、柱島に留まった穂智の子と弟は、柱島藤原氏となり、直系は「柱島」、弟の子孫は「柱」と称した。
- 応徳3年（1086年）〜嘉保（1096年）

応徳3年　藤原親賢は忽那島大浦に長領寺を建立。
藤原親賢は忽那諸島と柱島群島の開発を進め、親賢の子である藤原親朝の代で、寛治年中（1087〜94）に忽那島含む六島を開発し、嘉保の頃（1095〜96）に柱島外五島の開発が完了した。
- 寿永3年（1185年）

4月24日　後白河法皇の院の庁より、賀茂別雷社領柱島の武士の狼藉を停止せよとの院宣が下された。
- 文永11年（1274年）〜弘安4年（1281年）

二度にわたる元寇の役（文永の役、弘安の役）では、元軍の九州北岸侵攻に際して、柱島水軍は忽那重俊が指揮する忽那七島水軍に組し、河野通有軍に加わった。
文永の役には博多湾に出動奮戦し、弘安の役には伊万里湾の鷹島、鹿島に転戦し戦果をあげた。
- 延元4年（1339年）

9月頃　征西将軍宮懐良親王が西下の途中、忽那島に滞在中、忽那水軍の大部が懐良親王警護のため忽那海域に集中している隙をついて、足利方伊予の河野通盛、讃岐の細川定禅、安芸の武田の三連合軍が当時忽那水軍の勢力圏内にあった、周防の屋代島を急襲した。その時屋代島には冷泉持房を大将とする土井通重と土井通元の屋代島方面隊が家室を中心に防備を固めていたが、戦い利あらず通重と通元は戦死し、島末庄の西部を占領されてしまった。急報を聞いて忽那水軍は柱(藤原)俊宗を大将とする、救援部隊を派遣。柱俊宗は油良、長崎の沿岸で武田軍に全滅的打撃を興え、上陸して河野・細川軍を連破、敵軍を海に追落し家室の失地を回復した。
この頃、柱俊宗は父柱俊澄とともに「我は柱島海賊大将軍なり」と呼号している。
- 興国元年（1340年）

3月　征西将軍宮懐良親王は、熊野、村上、忽那三水軍800余隻の船団を率いて忽那島を出発し九州豊後に到着。ついで4月に日向に上陸した。
10月10日　九州日向の国において足利方畠山直顕軍と交戦中の懐良親王救援のため、忽那重勝が忽那水軍の主力を率いて、芸予諸島の村上義弘が指揮する村上水軍とともに九州東南岸で作戦行動に出ていた。その虚をついて、安芸の武田軍が忽那島を急襲、忽那水軍総大将忽那義範は側近200名と共に泰山城に立てこもり防戦。その時、忽那水軍屋代島防衛軍の大将、柱俊宗は家室にいたが、忽那島に武田軍の来襲の報を聞くと共に摩下の精鋭を率いて忽那島に急行、武田軍を猛攻すると、籠城していた忽那義範も城門を開いて出撃、武田軍を挟み討った。更に、撤退する武田軍を倉橋島東岸の北波多見村（現音戸町）まで追撃し大打撃を加えた。武田軍を指揮していた武田信武は生き延びたが、安芸の金山城へ軍を弾くことになった。
- 興国3年（1343年）

3月10日　征西将軍宮鹿児島上陸作戦のため、総大将忽那義範が忽那軍の主力を率いて村上水軍、熊野水軍と九州南東岸で作戦展開中、足利方伊予の河野通盛は忽那島が手薄と見て攻撃をかけて来た。その時同族の忽那重勝が指揮を取り、神浦義嗣、武藤則平ら一族300人が泰山城に立て籠もって防戦した。戦は３日間に亘った。3日後に柱俊宗の屋代島防衛軍が参戦し、海陸から河野軍を猛攻。河野通盛は大敗して伊予の湯築城に撤退した。この戦に屋代軍の救援が遅れたのは、この海域一帯に春二番が吹き荒れていたためという。河野通盛の忽那島侵攻は、その直後同じ3月中に忽那軍の反撃によって報いられた。この攻囲戦は柱俊宗の屋代軍方面隊と土井通世の軍よって行われた。
7月14日　河野軍は宮方軍の土井通世の土肥城を包囲したが、忽那軍の攻撃を受けて敗退。
9月3日　忽那軍中道前において河野軍を連破。河野軍の忽那島侵攻作戦失敗と忽那軍の伊予本土反撃の四連戦は、河野の伝統的権威を崩しさり、四国はもちろん全国的に宮方軍の指揮を著しく増大した。
- 正平元年（1348年）

11月頃　柱島(太朗左衛門尉藤原)道明　鹿児島湾沿岸にある谷山城、東福寺城攻防戦で戦死。一門多くこれに準ず。その時、谷山城には征西将軍宮懐良親王が滞在中で、東福寺城を守っている足利方島津貞久との間で戦闘が展開されていた。
柱島藤原道明の次男は仏門に入る。忽那島(中島)真言宗山狩山長隆寺　代十六世法子名　柏林意西堂。子孫は藤本八蔵氏。
- 文禄元年（1592年）

6月　豊臣秀吉の朝鮮出兵の時、柱(九郎兵衛藤原)俊房は地侍柱党の頭領として出征。日本水軍来島水軍団の総大将伊予の来島村上水軍来島出雲守通総軍に所属し、巨済島海戦を皮切りに各地に転戦、常に三間柄の長やりをふるって勇戦し来島村上の「やりの九郎兵衛」の雷名を轟かした。朝鮮出兵第一回目の時、柱島水主42屋敷より42名出動し、生きて帰った者7名。中臣家の家老牧野治左衛門以下35名戦没。
尚、日本水軍の編成内訳は次の通り。
- 九鬼水軍団　九鬼義隆、加藤水軍団　加藤嘉明、来島水軍団　来島通総、淡路水軍団　脇阪安治、水軍基地軍(大和中納言秀俊軍の一部) 藤堂高虎

- 慶長3年（1598年）

朝鮮の役やみ、柱俊房は柱島に帰還したが、その時総大将よりその武勲を讃えられ、子々孫々に至るまで家を継ぐ者は「九郎兵衛を名乗れ」と申し付けられ、代々の当主は九郎兵衛を称した。　